# 瑟凯登奇
瑟凯登奇，是匈牙利绍莫吉州所辖的一个村。总面积18.69平方公里，总人口286，人口密度15.3人/平方公里（2011年1月1日）。